# L'ordine delle cose
L'ordine delle cose è un film del 2017 diretto da Andrea Segre.
Il film è stato presentato alla 74ª Mostra internazionale d'arte cinematografica di Venezia.

## Trama
Corrado Rinaldi è un alto funzionario del Ministero dell'interno italiano specializzato in missioni internazionali contro l’immigrazione irregolare. Il Governo italiano lo sceglie per affrontare una delle spine nel fianco delle frontiere europee: i viaggi illegali dalla Libia verso l’Italia. La missione di Rinaldi è molto complessa, la Libia post-Gheddafi è attraversata da profonde tensioni interne e mettere insieme la realtà libica con gli interessi italiani ed europei sembra impossibile. Corrado, insieme a colleghi italiani e francesi, si muove tra stanze del potere, porti e centri di detenzione per migranti. La sua tensione è alta, ma lo diventa ancor di più quando infrange una delle principali regole di autodifesa di chi lavora al contrasto dell’immigrazione, mai conoscere nessun migrante, considerarli solo numeri. Corrado, invece, incontra Swada, una donna somala che sta cercando di scappare dalla detenzione libica e di attraversare il mare per raggiungere il marito in Europa.  Come tenere insieme la legge di Stato e l’istinto umano di aiutare qualcuno in difficoltà? Corrado prova a cercare una risposta nella sua vita privata, ma la sua crisi diventa sempre più intensa e si insinua pericolosa nell'ordine delle cose.

## Produzione
Prodotto con il contributo del MIBACT – Direzione Generale Cinema e con il sostegno di Sicilia Film Commission e Roma Lazio Film Commission. Le riprese si sono svolte da inizio marzo a metà aprile 2017 per sei settimane complessive di lavorazione tra Padova, Roma, la Sicilia e la Tunisia.

## Distribuzione
Il film è stato distribuito nelle sale italiane dal 7 settembre 2017 e nelle sale francesi dal 7 marzo 2018, con il titolo L'ordre des choses.

## Riconoscimenti
- HRNs Award – Premio Speciale per i Diritti Umani, Menzione Speciale - 74ª Mostra Internazionale d’Arte Cinematografica di Venezia 2017.